# Yvonne Chaka Chaka
Yvonne Chaka Chaka (sinh ngày 18 tháng 3 năm 1965) là một ca sĩ, nhạc sĩ, doanh nhân, nhà hoạt động nhân đạo và giáo viên người Nam Phi được thế giới công nhận. Được mệnh danh là "Công chúa Châu Phi" (tên cô nhận được sau chuyến lưu diễn năm 1990), Chaka Chaka đã đi đầu trong âm nhạc nổi tiếng của Nam Phi trong 27 năm và nổi tiếng ở Zimbabwe, Kenya, Gabon, Sierra Leone và Bờ Biển Ngà. Các bài hát như "I'm Burning Up", "Thank You Mr Dj", "I Cry For Freedom", "Motherland" và "Umqombothi" ("Bia Châu Phi") trở nên phổ biến đã đảm bảo vị trí ngôi sao của Yvonne. Bài hát "Umqombothi" đã xuất hiện trong cảnh mở màn của bộ phim Hotel Rwanda năm 2004.
Là một nghệ sĩ trẻ, Yvonne là người da đen  đầu tiên xuất hiện trên truyền hình Nam Phi năm 1981. Kể từ đó, cô đã biểu diễn trên sân khấu với những nghệ sĩ như Bono, Angelique Kidjo, Annie Lennox, Youssou N'Dour, nhóm crossover Appassionante, ban nhạc rock cổ điển Queen và Johnny Clegg, Miriam Makeba và Hugh Masekela. Cô đã biểu diễn cho Nữ hoàng Elizabeth II, Tổng thống Hoa Kỳ Bill Clinton, Tổng thống Nam Phi Thabo Mbeki và một loạt các nhà lãnh đạo khác trên thế giới.
Yvonne là nhà tiên phong cho Quỹ Toàn cầu phòng chống AIDS, Lao và Sốt rét, Đại sứ MDG của Liên hợp quốc tại châu Phi và Đại sứ thiện chí cho chiến dịch sốt rét Roll Back. Cô được Nelson Mandela chọn làm đại sứ đầu tiên cho quỹ dành cho trẻ em, và cô cũng đã thành lập tổ chức từ thiện của riêng mình. Tổ chức Princess of Africa Foundation là đối tác của cơ quan y tế toàn cầu ACTION. Năm 2012, cô là người phụ nữ châu Phi đầu tiên nhận giải thưởng của Diễn đàn Kinh tế Thế giới.
Cô dạy học bán thời gian tại Đại học Nam Phi, giữ chức vụ trong một số ban của các tổ chức từ thiện và các tổ chức phi chính phủ, và có mặt trong hội đồng quản trị của Công ty Du lịch Johannesburg.

## Album
- I'm Burning Up (1986)
- Sangoma (1987)
- Thank You Mr. DJ (1987)
- I Cry For Freedom (1988)
- The Power of Afrika (1996)
- Back On My Feet (1997)
- Bombani (Tiko Rahina) (1997)
- Princess Of Africa: The Best of Yvonne Chaka Chaka (1999)
- Yvonne and Friends (2000)
- Yvonne and Friends (2001)
- Kwenzenjani (2002)
- Princess of Africa, Vol. 2 (2002)
- Celebrate Life (2006)